# BBC Radio Scotland
BBC Radio Scotland è l'emittente radiofonica in lingua inglese della BBC Scozia. Trasmette un'ampia varietà di programmi. Ha sostituito il servizio di trasmissione scozzese di Radio 4 della BBC dal 23 novembre 1978.

## Storia
La prima trasmissione di BBC Radio Scotland avvenne il 17 dicembre 1973, due settimane prima del previsto.
BBC Radio Scotland è stata fondata come una rete radio a tempo pieno il 23 novembre 1978. In precedenza era possibile optare solo per BBC Radio 4 e il servizio era noto come Radio 4 Scotland o, una volta che fu ufficialmente in onda, come BBC Scotland Radio 4. La creazione di una rete separata è stata resa possibile quando Radio 4 è diventata una rete completamente del Regno Unito quando è passata dalle onde medie alle onde lunghe e sono stati messi in servizio nuovi trasmettitori VHF (FM) in modo che Radio 4 e Radio Scotland non dovessero più condividere su FM. Tuttavia, non prima degli anni '90 che Radio 4 fu disponibile su FM in tutta la Scozia, quindi per il suo primo decennio in onda, la stazione trasmise solo durante il giorno in modo che Radio 4 potesse essere ascoltato sui trasmettitori di Radio Scozia la sera per compensare per una ricezione AM scadente dopo il tramonto.

## Programmi
La stazione trasmette una vasta gamma di programmi, tra cui notizie, dibattiti, musica, teatro, commedia e sport.

### Notizie e affari del momento
La programmazione di notizie e attualità ha sempre costituito la parte predominante della programmazione di BBC Radio Scotland, in particolare nei giorni feriali. Oltre ai notiziari regolari, per lo più orari, la stazione trasmette una vasta gamma di notizie più lunghe, più approfondite e di attualità.
Good Morning Scotland (giorni feriali, 06:00–09:00) è il programma radiofonico più longevo della Scozia e uno dei più popolari nel paese, fornendo regolarmente notiziari, sport, affari, viaggi e bollettini meteorologici insieme a interviste e approfondimenti in modo simile al programma ''Today'' di BBC Radio 4, ma da una prospettiva scozzese. Presenta anche lo spazio religioso quotidiano Thought for the Day, ancora una volta simile a quello trasmesso dal programma Today di Radio 4.
Le altre notizie quotidiane e gli argomenti di attualità sono la telefonata del mattino con Kaye Adams e Louise White (09:00-12:00), John Beattie (12: 00–13: 30) e Newsdrive (16: 00–18: 30). BBC Radio Scotland trasmette anche in diretta le domande al Primo Ministro dal Parlamento scozzese, il Question Time (Gio 12: 00-12: 30 (MW)) e il Brian Taylor's Big Debate ospitato dall'editore politico della BBC Scozia ed è in un formato simile a quello del Question Time (Ven, 12: 15-13: 00).
La programmazione di attualità del fine settimana include le edizioni del fine settimana di Good Morning Scotland (08: 00-10: 00), Shereen (sabato, 10: 00–12: 00) e Business Scotland (sabato, 06: 00-06: 30, ripetuto domenica, 07: 30-08: 00). Durante i periodi di inattività della stazione, BBC Radio Scotland trasmette in simulcast i programmi di BBC Radio 5 Live (01: 00–06: 00 tutti i giorni).

### Musica
La produzione musicale di Radio Scotland è progettata per soddisfare una vasta gamma di gusti. I programmi quotidiani includono The Janice Forsyth Show (14:00–16:00), Get It On (18:30–21:00 (FM)) e The Iain Anderson Show (23:00–01:00).
Dal lunedì al venerdì, lo spazio 21:00–23:00 su FM è occupato da vari programmi musicali durante la settimana. Di lunedì, Vic Galloway ospita nuove band e nuova musica. Martedì è la volta di Another Country con Ricky Ross. La Jazz House di mercoledì presenta una vasta gamma di musica jazz e il giovedì Edith Bowman presenta The Quay Sessions con musica dal vivo dal foyer di BBC Radio Scotland. Le repliche di Another Country e The Jazz House vengono trasmesse il venerdì sera.
La programmazione del fine settimana include Ricky Ross (dom, 10:00-12:00) con musica e celebrità, Take the Floor (sabato, 19:00-21:00) e Reel Blend con musica cèilidh (balli e musiche tradizionali), Pipeline (Sab, 21:00–22:00) con musica di cornamuse presentata da Gary West, Traveling Folk (Dom, 19:00-21:00) che presenta musica tradizionale vecchia e nuova, Classics Unwrapped (Dom, 21:00-23:00) e Music Through Midnight with Billy Sloan (Sab, 22:00-01:00 e dom., 23:00-01:00).

### Sport
Come con BBC Radio 5 Live a livello nazionale, BBC Radio Scotland trasmette la maggior parte dei principali eventi sportivi collegati alla sua area di copertura, detiene diritti non esclusivi per la Premier League scozzese e produce diverse edizioni del suo programma Sportsound su una moltitudine di frequenze il sabato durante la stagione. La stazione trasmette anche commenti in diretta di entrambe le competizioni nazionali di coppa di calcio della Scozia, gli internazionali di calcio scozzesi e le partite europee che vedono impegnate le squadre scozzesi e i campionati di rugby Six Nations.
Oltre alla principale copertura dal vivo, Radio Scotland produce anche spettacoli di riviste sportive popolari come la rivista amatoriale di calcio Off the Ball e il programma multi-sportivo Sports Nation, presentato dall'ex giocatore di rugby scozzese John Beattie. Ogni sera nei giorni feriali durante la stagione calcistica, Sportsound trasmette anche su MW, 18:10-19.00, esaminando diversi aspetti del calcio scozzese insieme a partite dal vivo.

## Trasmissione locale
BBC Radio Orkney e BBC Radio Shetland trasmettono entrambi un programma di notizie giornaliero di mezz'ora - Around Orkney (07:30–08:00) e Good Evening Shetland (17:30–18:00). Durante i mesi invernali, questo è integrato per entrambe le aree da un programma di un'ora, trasmesso dal lunedì al venerdì, tra le 18:00-19:00.
Notizie locali e bollettini meteorologici vengono trasmessi dagli studi giornalistici di Selkirk, Dumfries, Aberdeen e Inverness nei giorni feriali alle 06:30, 07:30, 08:30, 12:30, 16:30 e 17:30.

## Presentatori

### Presentatori di spicco
- Shereen Nanjiani (news)
- Graham Stewart (news)
- Kaye Adams (news)
- John Beattie (sport)
- Stuart Cosgrove (sport)
- Tam Cowan (sport)
- Richard Gordon (sport)
- Archie Fisher (musica)
- Vic Galloway (musica)
- Jim Gellatly (musica)
- Cathy MacDonald (musica)
- Tom Morton (musica)
- Robbie Shepherd (musica)
- Ricky Ross (musica)
- Gary West (musica)
- Mary Ann Kennedy (stile di vita, attrazioni e documentari)
- Fred MacAulay (stile di vita, attrazioni e documentari)
- Sally Magnusson (stile di vita, attrazioni e documentari)
- Jackie Brambles

### Presentatori del passato
- Dougie Anderson
- Colin Bell
- Ken Bruce
- Andy Cameron
- Armando Iannucci
- Jimmie Macgregor
- Anne MacKenzie
- Jimmy Mack
- Eddie Mair
- Brian Morton
- Iain Purdon
- Charles Nove
- Sheena McDonald
- Ken Sykora
- Jim Traynor
- Kirsty Young

## Direttori di Radio Scotland
Il titolo "Head of Radio, Scotland" (Direttori di Radio Scotland) è stato applicato non solo per il servizio Radio Scotland ma anche per le produzioni radiofoniche di BBC Scotland per altre reti.
| Anni di servizio | H.R.S.            |
| ---------------- | ----------------- |
| 1978–1979        | John Pickles      |
| 1980–1983        | Christopher Irwin |
| 1983–1987        | Stan Taylor       |
| 1987–1992        | Neil Fraser       |
| 1992–1996        | James Boyle       |
| 1996–2000        | Ken MacQuarrie    |
| 2000–2005        | Maggie Cunningham |
| 2005–2017        | Jeff Zycinski     |
| 2017–present     | Gareth Hynes      |